# Hrara
 (décembre 2015).
Hrara (en arabe : حرارة) est une ville du Maroc. Elle est située dans la région de Marrakech-Safi.